# Liste der denkmalgeschützten Objekte in Gerersdorf (Niederösterreich)
Die Liste der denkmalgeschützten Objekte in Gerersdorf enthält die denkmalgeschützten, unbeweglichen Objekte der Gemeinde Gerersdorf.

## Denkmäler
| Foto |                 | Denkmal                                                                                       | Standort                                | Beschreibung | Metadaten |
| ---- | --------------- | --------------------------------------------------------------------------------------------- | --------------------------------------- | --- | --- |
| ja   | Datei hochladen | Kath. Pfarrkirche hl. Johannes der Täufer und ehem. Friedhof HERIS-ID: 32142 Objekt-ID: 29204 | Florianiplatz 2 Standort KG: Gerersdorf | Die im Kern gotische Saalkirche wurde im 17. Jahrhundert nachgotisch verändert und erhielt mit Josef Wissgrill (1747) einen halbrund schließenden Chor und einen erneuerten Südturm in barocken Formen. Der Turm wurde 1945 zerstört und bis 1954 erneuert.  | BDA-Hist.: Q27133308 Status: § 2a Stand der BDA-Liste: 2025-06-30 Name: Kath. Pfarrkirche hl. Johannes der Täufer und ehem. Friedhof GstNr.: 104 Pfarrkirche hl. Johannes der Täufer, Gerersdorf |
| ja   | Datei hochladen | Pfarrhof HERIS-ID: 32143 Objekt-ID: 29205                                                     | Florianiplatz 3 Standort KG: Gerersdorf | Der zweigeschoßige, hakenförmige Bau mit seiner Rieselputzfassade entstand um 1930, stammt allerdings im Kern aus dem 16./17. Jahrhundert. Im Erdgeschoß befindet sich eine Holzbalkendecke, die mit 1684 bezeichnet ist und wenige kreuzgratgewölbte Räume. | BDA-Hist.: Q37946375 Status: § 2a Stand der BDA-Liste: 2025-06-30 Name: Pfarrhof GstNr.: 105 Pfarrhof Gerersdorf                                                                                 |
| ja   | Datei hochladen | Figurenbildstock hl. Johannes Nepomuk HERIS-ID: 32148seit 2023                                | Salau 3, bei Standort KG: Salau         | Die Statue des hl. Johannes Nepomuk wurde 1734 errichtet. | BDA-Hist.: Q119231387 Status: Bescheid Stand der BDA-Liste: 2025-06-30 Name: Figurenbildstock hl. Johannes Nepomuk GstNr.: 44/1                                                                  |
| ja   | Datei hochladen | Bildstock, Pestkreuz/Türkenkreuz HERIS-ID: 79604 Objekt-ID: 93297                             | Standort KG: Stainingsdorf              | Der an einer Straßenkreuzung östlich von Stainingsdorf gelegene Bildstock wurde um 1690 errichtet. Anmerkung: Die Beschreibung beruht auf der noch ungeprüften Erfassung auf marterl.at mit Stand vom 8. Juni 2020.                                          | BDA-Hist.: Q38171595 Status: § 2a Stand der BDA-Liste: 2025-06-30 Name: Bildstock, Pestkreuz/Türkenkreuz GstNr.: 93 Pestkreuz, Stainingsdorf                                                     |